# Чак Јегер
Чарлс Елвуд Јегер (енгл. Charles Elwood Yeager; Мајра, 13. фебруар 1923 — Лос Анђелес, 7. децембар 2020), познатији као Чак Јегер, био је амерички војник и пробни пилот. Године 1947. је постао први пилот који је у лету достигао брзину звука.
Војничку каријеру започео је 1941. године у Другом светском рату.

## Биографија
Јегер је одрастао у Хамлину, Западна Вирџинија. Његова каријера је започела у Другом светском рату као редов у војсци Сједињених Држава, додељен Ваздухопловним снагама војске 1941. године. Након што је служио као механичар авиона, у септембру 1942. године, ушао је у обуку пилота и по дипломирању је унапређен у чин официра авијатичара. У рату је остварио већину својих победа у ваздуху као пилот борбеног авиона П-51 Мустанг на Западном фронту, где му је приписано да је оборио 11,5 непријатеља авион (пола заслуга је од другог пилота који му помаже у једном обарању). 12. октобра 1944. стекао је статус „аса за један дан“, пошто је оборио пет непријатељских авиона у једној мисији.
Након рата, Јегер је постао пробни пилот и летео је на многим типовима авиона, укључујући експерименталне авионе на ракетни погон за Националну ваздухопловну и свемирску администрацију (НАСА). Кроз НАСА програм, постао је први човек који је званично пробио звучну баријеру 14. октобра 1947. године, када је летео на експерименталном Бел Кс-1 на брзини од 1 маха на висини од 13.700 м. Затим је наставио да обара неколико других рекорда у брзини и висини у наредним годинама. Године 1962. постао је први командант пилотске школе за истраживање свемира УСАФ-а, која је обучавала и производила астронауте за НАСА-у и Ваздухопловство.
Јегер је касније командовао ловачким ескадрилама и крилима у Немачкој, као и у југоисточној Азији током Вијетнамског рата. У знак признања за његова достигнућа и изванредне резултате у тим јединицама, унапређен је у бригадног генерала 1969. и примљен у Кућу славних Националне авијације 1973. године. Пензионисан је 1. марта 1975. Његова активна летачка каријера трајала је више од 30 година и одвела га у многе делове света, укључујући зону Корејског рата и Совјетски Савез током врхунца Хладног рата. Током свог живота, летео је на више од 360 различитих типова авиона током 70 година периода, и наставио је да лети две деценије након пензионисања као пилот консултант за ваздухопловство Сједињених Држава.